# Haskell Ridge
Haskell Ridge ist ein 15 km langer Gebirgskamm in den Darwin Mountains des Transantarktischen Gebirges. Er ragt 3 km westlich des Colosseum Ridge auf.
Teilnehmer der von 1962 bis 1963 dauernden Kampagne im Rahmen der neuseeländischen Victoria University’s Antarctic Expeditions kartierten und benannten ihn. Namensgeber ist Tom R. Haskell, ein Teilnehmer der Forschungsreise.